# Брезје (Радовљица)
Брезје (словен. Brezje) је насељено место у општини Радовљица, Горењска регија, Словенија.

## Историја
До територијалне реорганизације у Словенији било је у саставу старе општине Радовљица.

## Становништво
У попису становништва из 2011. године, Брезје је имало 513 становника.
| Број становника према пописима | Број становника према пописима | Број становника према пописима |
| ------------------------------ | ------------------------------ | ------------------------------ |
| 1991                           | 2002                           | 2011                           |
| 502                            | 493                            | 513                            |

## Галерија
- унутрашњост базилике
- "Марија помагај", слика Леополда Лејера